# Герб Семенівського району
Герб Семе́нівського райо́ну — офіційний символ Семенівського району Полтавської області, затверджений рішенням Семенівської районної ради від 31 липня 2003 року.

## Опис та символіка
Основою герба є щит. Загальна форма щита відповідає малому гербу України та Полтавщини. Верхня площина щита синього кольору, нижня — жовтого, елементи символіки прапора України.
Поєднання синього і жовтого кольорів — символ миру і достатку (чисте небо над пшеничним полем).
У жовтому полі зображено колосся (сніп), хліб, рушник, гілки калини, які уособлюють природне багатство, родючість землі, працьовитість і гостинність її мешканців, національні традиції краю.
У синьому полі зображено козацький хрест — символ вічності, духовності, святості. Основний символ прапора Лубенського полку (XVIII ст.).
Зорі — знак чумацького шляху, який проходив через цей край. Вінчає герб стилізоване зображення корони та напис «Семенівщина».
Герб Семенівщини символізує мир і творчу працю, спорідненість поколінь.